# Emmental (Zwitserland)
Emmental is een dal in Zwitserland en bevindt zich in het kanton Bern. Het is genoemd naar de rivier de Emme die erdoorheen stroomt. Naast de Emme stroomt ook de Ilfis door het gebied. Het Emmental is een heuvelachtig gebied.
De belangrijkste plaatsen in het dal zijn Burgdorf, Langnau en Huttwil.
Het Emmental is vooral bekend door de emmentaler kaas die ervandaan komt. Het is dan ook een landelijke omgeving, waarvan de economie vooral beheerst wordt door de landbouw.
Zowel de klederdracht als de bouw van de boerderijen is typerend voor het Emmental.
Bezienswaardigheden in het Emmental zijn de Emmentaler Schaukäserei in Affoltern im Emmental, Schloss Trachselwald in Trachselwald, Heimatmuseum Chüechlihuus in Langnau en het Schloss Spittel in Sumiswald.